# Assembleur moléculaire
Pour les articles homonymes, voir Assembleur (homonymie).

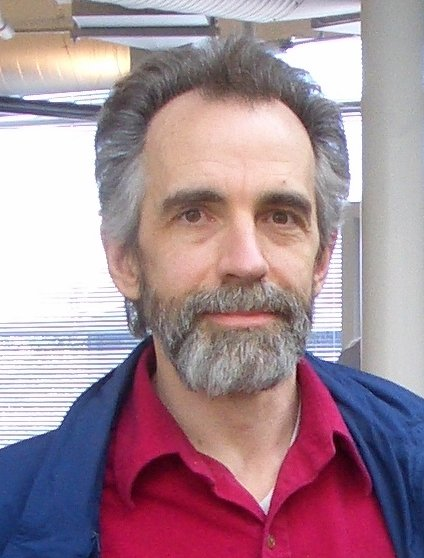
Eric Drexler

Un assembleur moléculaire est un concept purement théorique. Tel que le définit Eric Drexler, il s'agit d' « une machine capable d'encadrer les réactions chimiques en positionnant les molécules réactives avec une précision nanométrique . »

Un ribosome peut être considéré comme une machine moléculaire biologique.

## Science contre science-fiction

### Définitions

#### Assembleurs moléculaires
Drexler remarque que certaines molécules biologiques telles que les ribosomes correspondent à cette définition, puisque lorsqu'elles sont actives à l'intérieur d'un environnement cellulaire, elles reçoivent des instructions venant des acides ribonucléiques messagers (ARN messagers) qui leur permettent d'assembler des séquences déterminées d'acides aminés pour construire des protéines. Cependant le terme d'« assembleur moléculaire » est en général réservé à des machines théoriques conçues par l'homme. Dans un ouvrage controversé, Engines of Creation (1986), Eric Drexler envisage un avenir où la technologie moléculaire sera capable de produire « potentiellement n'importe quoi à partir de matériaux ordinaires ; des machines seront capables d'effectuer des réparations dans les cellules vivantes endommagées, d'autres contribueront au développement de la recherche spatiale.
Il n'y a pas d'obstacle de principe à la faisabilité de telles machine, même si elles demanderaient beaucoup d'énergie. Une feuille de route a été diligentée par l'Institut Battelle Memorial avec des études hébergées par différents laboratoires publics américains pour passer en revue toute une série de techniques de fabrication à l'échelle atomique ; l'étude porte à la fois sur les projets de première génération et les perspectives à plus long terme d'assemblage moléculaire programmable. Le rapport a été publié en décembre 2007. En 2007 également, un organisme britannique, le conseil pour la recherche des sciences physiques et de l'ingénierie (en), a alloué des crédits au développement d'assembleurs moléculaires sur le modèle des ribosomes.
En France, des chercheurs du CNRS ont étudié un aspirateur à atomes utilisant une molécule-assembleur en 2005.

#### Nano-usines
Une nano-usine est un système théorique dans lequel des nano-machines (analogues à des assembleurs moléculaires ou à des bras robotiques industriels) combineraient des molécules réactives par mécanosynthèse pour construire des éléments d'une taille supérieure avec une précision moléculaire. Ces éléments seraient ensuite assemblés pour construire des produits macroscopiques (donc visibles) avec la même précision moléculaire. 
Une nano-usine typique aurait la taille d'un four à micro-onde, selon les modèles qu'Eric Drexler a publiés dans « Nano-systèmes : mécanique, fabrication et informatique moléculaire », remarquable ouvrage d'« ingénierie exploratoire » paru en 1992. 
Au cours des dix dernières années, d'autres chercheurs ont étendu le concept de la nano-usine ; on peut citer les systèmes reconfigurables à l'échelle moléculaire de Ralph Merkle, un projet de système d'une architecture autoréplicante pour une nano-usine de J. Storrs Hall (en), l' « assembleur universel » de Forrest Bishop, le brevet d'assemblage exponentiel de Zyvex, et un extraordinaire projet système de « nano-usine primitive » dû à Chris Phoenix, directeur de recherches au « Centre pour une Nanotechnologie Responsable ». Tous ces projets de nano-usines sont décrits brièvement dans le chapitre IV de Kinematic Self-Replicating Machines (machines autoreplicantes kinétiques) (2004) de Robert Freitas and Ralph Merkle . La Nanofactory Collaboration, fondée par Robert Freitas et Ralph Merkle en 2000, est un effort collectif qui rassemble 23 chercheurs issus de dix organismes et de quatre pays différents, chargés de mettre au point un cahier des charges de recherche appliquée avec pour objectif la mécanosynthèse du diamant et le développement d'une nano-usine de diamant de synthèse. En 2005, en collaboration avec Drexler, John Burch produit une animation en images de synthèse illustrant le concept de la nano-usine.

### Fiction

#### Imaginaire et confusions
Entretemps le terme s'est vulgarisé dans la science-fiction et la culture populaire pour désigner toutes sortes d'engins extravagants, capables de manipuler les atomes, de se reproduire à l'identique, de se déplacer, de consommer de la nourriture, et autres performances pour la plupart parfaitement impossibles à réaliser. José López pense que l'ouvrage de Drexler a contribué à cette confusion en adoptant un point de vue futuriste qui relève du chronotope familier de la science-fiction. Le monde qu'il décrit est un monde qu'il extrapole à partir du nôtre, le produit d'une histoire qui se coule dans le moule de scénarios connus et contradictoires, l'apocalypse d'un côté si la technologie est utilisée sans précaution, et de l'autre le progrès de l'humanité si elle procède avec la prudence nécessaire. En utilisant des éléments narratifs qui appartiennent au genre littéraire de la science-fiction, Drexler contribue à rendre très floues les frontières entre ce qui relève de la science et ce qui relève de l'anticipation. Un rédacteur du magazine Scientific American, Gary Stix, a comparé l'ouvrage de Drexler à ceux de Jules Verne et de H. G. Wells.
Une majeure partie de la controverse qui fait rage autour des assembleurs moléculaires provient ainsi d'une confusion entre le concept théorique et les fantasmes qu'il a générés. En 1992, Drexler tente de mettre un terme à la controverse en adoptant le terme apparenté mais moins controversé de construction moléculaire, définie comme la « synthèse chimique [programmée] de structures complexes résultant du positionnement mécanique des molécules actives et non de la manipulation individuelle d'une série d'atomes ».
Une autre partie de la confusion est entretenue par l'appartenance des assembleurs moléculaires à la catégorie des nanotechnologies, domaine de recherche active dans lequel des réalisations concrètes ont déjà vu le jour, alors qu'il n'y a eu, à ce jour, aucune tentative pour réaliser concrètement un assembleur moléculaire. Une des critiques fondamentales adressées aux informaticiens qui font des recherches sur des modèles théoriques est que les structures envisagées sont impossibles à synthétiser avec les moyens actuels.

#### Les machines auto-réplicantes
Les « assembleurs moléculaires » sont souvent confondus avec les machines auto-réplicantes. La taille nanométrique d'un assembleur moléculaire tel que l'imaginent les auteurs de science-fiction demanderait la présence d'un nombre incalculable de ces appareils pour produire une quantité raisonnable du produit désiré. C'est un pas qui est relativement facile à franchir pour un auteur de science-fiction, et c'est ce qu'ont fait Kevin J. Anderson et Doug Beason (en) dans leur roman, Assemblers of Infinity (les assembleurs de l'infini) publié en 1993. Mais si l'on pouvait effectivement construire un assembleur capable de se reproduire, il serait possible de le programmer pour s'auto-reproduire en grandes quantités, ce qui permettrait une accélération exponentielle de la création d'assembleurs. Une fois atteinte la masse critique d'éléments nécessaires au démarrage du processus de fabrication des objets désirés, les machines originales seraient reprogrammées pour cette nouvelle tâche. Mais si la réplication des assembleurs moléculaires venait à s'emballer, elle pourrait entrer en compétition avec les organismes naturels et les cannibaliser. C'est ce que l'on a appelé écophagie ou « le problème de la gelée grise. » Indépendamment des spéculations scientifiques, l'idée est trop proche du scénario archétypal de l'Apprenti Sorcier pour de pas réveiller de vives inquiétudes dans l'imaginaire collectif. 
En réponse à ces inquiétudes, certains chercheurs ont proposé une alternative, qui consisterait à imiter les processus élaborés par les systèmes naturels. L'évolution procède par mutations aléatoires en éliminant les variantes les moins réussies et en permettant aux autres de se reproduire. La production d'assembleurs moléculaires pourrait découler de systèmes plus simples selon le principe qu' « un système fonctionnel complexe est toujours le produit d'un proto-système plus élémentaire [..] Il est impossible de démarrer directement sur un système complexe en essayant de le bricoler pour le faire marcher. Il faut recommencer à zéro en commençant par quelque chose qui fonctionne. »
Mais la plupart des directives publiées à ce jour comportent de fermes « mises en garde contre le développement [..] d'éléments auto-réplicants capables de mutations. »
La plupart des concepts développés prévoient un code source externe au modèle physique. À chaque étape du processus de fabrication, les instructions sont lues à partir d'un fichier informatique ordinaire et diffusées vers les assembleurs. Si un assembleur s'écarte de l'ordinateur et ne se trouve plus dans la zone de réception, si le lien entre ordinateur et assembleur est rompu ou si l'ordinateur est débranché, les assembleurs cessent de se reproduire. Ce type d'organisation est une des mesures de sécurité recommandées par les « Directives concernant la nanotechnologie moléculaire » élaborées par l'Institut Foresight. Un document récemment publié par Freitas and Merkle fournit d'autres moyens de sécuriser le processus au départ et garder le contrôle sur les assembleurs.

### La controverse Drexler-Smalley
Un des critiques les plus virulents du concept d'assembleur moléculaire est le professeur Richard Smalley (1943-2005), lauréat du Prix Nobel pour sa contribution au domaine de la nanotechnologie. Smalley pense que l'assembleur n'est pas techniquement réalisable et il lui oppose des arguments qui ont reçu le surnom de « problème des gros doigts » et de « problème des doigts qui collent », selon lui obstacles rédhibitoires à la construction d'un assembleur supposé fonctionner avec précision au niveau atomique. Drexler et ses collaborateurs ont réfuté ces objections dans un article paru en 2001.  
Smalley est également d'avis que les inquiétudes exprimées par Drexler quant aux dangers apocalyptiques liés aux machines auto-replicantes, machines assimilées dans l'opinion publique aux assembleurs moléculaires, menace les financements publics de la recherche en nanotechnologie. Afin de clarifier la controverse entre Drexler et Smalley, le magazine Chemical & Engineering News a publié un échange de lettres entre les deux camps qui reprend chaque point contesté.

## Postérité du concept
Les assembleurs moléculaires sont un sujet populaire de la science-fiction, par exemple le transformateur de matière dans le roman The Diamond Age de Neal Stephenson. Le  « réplicateur » utilisé dans Star Trek peut être considéré comme un assembleur moléculaire. Un tel appareil est un des éléments clefs du jeu Deus Ex où il est appelé « constructeur universel. »
La Proie, roman de Michael Crichton, s'inspire directement des travaux de Drexler. Des chercheurs ayant inventé un assembleur moléculaire voient le dispositif leur échapper et se structurer en colonies analogues aux colonies d'insectes avant de se retourner contre les hommes qui l'ont construit.